# Duilio (transatlantico)
Il Duilio fu il primo grande transatlantico italiano, costruito per la Società "Navigazione Generale Italiana" di Genova. In fatto di sicurezza superava largamente le norme del tempo, ad esempio aveva 17 compartimenti stagni contro i 12 richiesti dalla prima conferenza internazionale di Londra sulla salvaguardia umana in mare (poteva perciò galleggiare anche con 4 compartimenti allagati). Primo tra i piroscafi italiani, aveva un impianto completo di casse antirollanti.

## La costruzione
La nave fu costruita dal Cantiere Navale Ansaldo S.p.a. di Sestri Ponente e insieme alla nave gemella, il Giulio Cesare, dovevano essere completati nel 1916 ma a causa dello scoppio della prima guerra mondiale la costruzione fu bloccata. La Duilio era la prima nave italiana a superare i 200 metri di lunghezza e le 20.000 tonnellate di stazza lorda.

## Il servizio

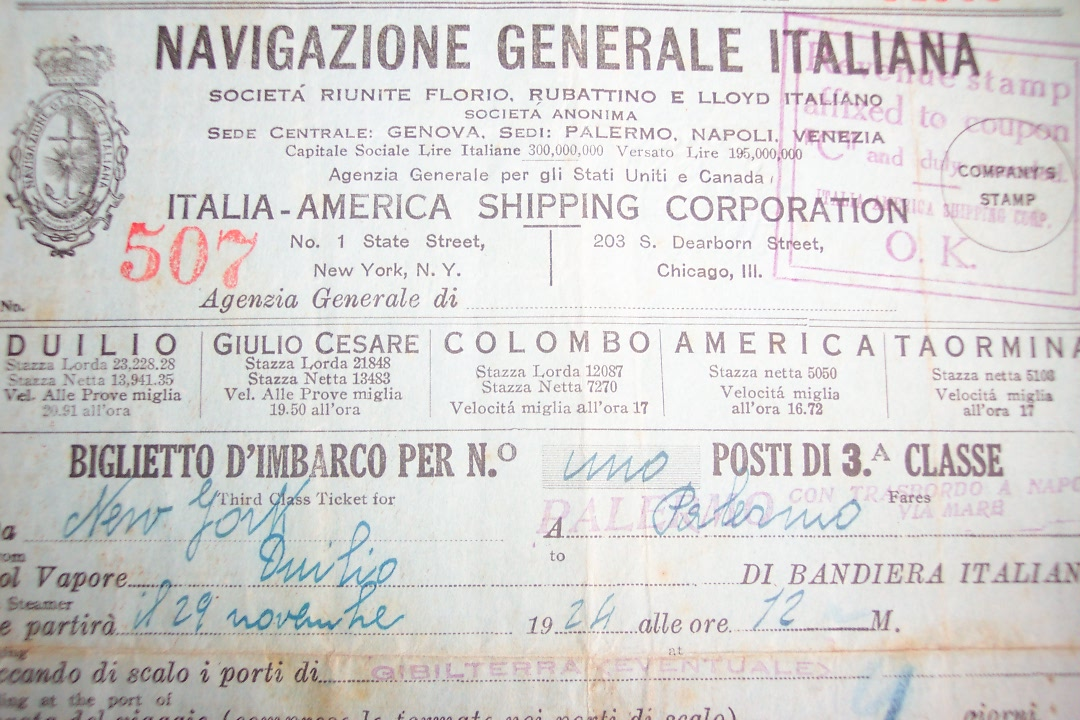
Biglietto per il Duilio del 1924

Il Duilio era stato progettato per la rotta dall'Italia al Sudamerica, ma per i primi anni operò sulla rotta per New York, vista anche la sua ottima dotazione di prima classe e la sua eleganza.
La società armatrice venne incorporata nella nuova compagnia di bandiera, la "Italia Flotte Riunite", nel gennaio 1932 e tutte le unità della flotta, incluso il Duilio, assunsero i nuovi colori, fumaiolo bianco con sommità tricolore e fascia nera anticaliggine sul bordo superiore.
Nel 1933 il governo sudafricano diede alla Italia Flotte Riunite la concessione e il sussidio per la linea espressa postale Genova-Città del Capo, per questo la nave subì ampi lavori di adattamento alle sistemazioni interne (con fumaioli accorciati e livrea bianca) per i mari del Sud.
Nel gennaio del 1937 la nave passò al Lloyd Triestino.
Allo scoppio delle ostilità la nave fu posta in disarmo.

### Nave ospedale
Requisita dal governo italiano nel marzo 1942, in accordo con le forze alleate, fu trasformata in nave ospedale, per il servizio di rimpatrio di civili internati (specialmente donne e bambini) e di soldati italiani feriti dall'Africa Orientale Italiana, con la protezione della Croce Rossa Internazionale.
Il 13 aprile 1942, salpò da Genova per tre viaggi di rimpatrio degli italiani in Somalia, Eritrea ed Etiopia, accompagnata dal Giulio Cesare, e dalle motonavi gemelle Saturnia e Vulcania, circumnavigando l'Africa. Le tre missioni si conclusero a Taranto nell'agosto 1943.

### L'affondamento
Dopo questi viaggi umanitari il Duilio tornò in disarmo a Trieste dove affondò sotto i bombardamenti Alleati il 10 luglio 1944 nei pressi del capoluogo giuliano nel vallone di Muggia. Nel 1948 il relitto del Duilio venne recuperato e demolito.

### Curiosità
La Duilio viene citata nel film Fantozzi in paradiso, nella scena in cui il protagonista e Filini si procurano delle armi per fare una rapina presso l'azienda dove lavoravano; una di queste armi, ironicamente, proveniva dalla famosa motonave in seguito al disarmo.